# Església de l'Assumpció de Jesús i Maria
L'Església de l'Assumpció és una obra de Deltebre (Baix Ebre) inclosa a l'Inventari del Patrimoni Arquitectònic de Catalunya situada al poble de Jesús i Maria.

## Descripció
Església de planta basilical amb dos capelles laterals. La capçalera té un absis semicircular entremig de dues capelles de secció quadrada. La teulada és de doble vessant amb campanar afegit al mur, també de secció quadrada.
L'actual església va ser construïda entre 1953 i 1955. L'interior de l'absis està decorat amb pintures de Acosta i del pintor barceloní Carles Arola.